# Luis Amarilla
Luis Amarilla (Areguá, 1995. augusztus 25. –) paraguayi válogatott labdarúgó, a mexikói Mazatlán csatárja.

## Pályafutása

### Klubcsapatokban
Amarilla a paraguayi Areguá városában született. 
2016-ban mutatkozott be a Libertad felnőtt keretében. 2016-ban a Sol de Américánál, míg a 2017–18-as szezonban az argentin Vélez Sarsfieldnél szerepelt kölcsönben. A lehetőséggel élve, 2018-ban az argentin klubhoz igazolt. 2019 és 2021 között az ecuadori Universidad Católica és LDU Quito, illetve az amerikai Minnesota United csapatát erősítette szintén kölcsönben. 2022. február 19-én kétéves szerződést kötött az észak-amerikai első osztályban szereplő Minnesota United együttesével. Először a 2022. február 26-ai, Philadelphia Union ellen 1–1-es döntetlennel zárult mérkőzésen lépett pályára. Első gólját 2022. március 14-én, a New York Red Bulls ellen idegenben 1–0-ra megnyert találkozón szerezte meg. 2023. július 1-jén a mexikói Mazatlánhoz írt alá.

### A válogatottban
Amarilla az U20-as korosztályú válogatottban is képviselte Paraguayt.
2021-ben debütált a felnőtt válogatottban. Először a 2021. szeptember 2-ai, Ecuador ellen 2–0-ra elvesztett mérkőzésen lépett pályára.

## Statisztikák
2023. május 28. szerint
| Klub             | Szezon   | Osztály  | Bajnokság | Bajnokság | Kupa  | Kupa | Nemzetközi | Nemzetközi | Összesen | Összesen |
| Klub             | Szezon   | Osztály  | Meccs     | Gól       | Meccs | Gól  | Meccs      | Gól        | Meccs    | Gól      |
| ---------------- | -------- | -------- | --------- | --------- | ----- | ---- | ---------- | ---------- | -------- | -------- |
| Minnesota United | 2020     | MLS      | 10        | 3         | 0     | 0    | —          | —          | 10       | 3        |
| Minnesota United | 2022     | MLS      | 34        | 9         | 2     | 0    | —          | —          | 36       | 9        |
| Minnesota United | 2023     | MLS      | 13        | 2         | 2     | 1    | —          | —          | 15       | 3        |
| Minnesota United | Összesen | Összesen | 57        | 14        | 4     | 1    | 0          | 0          | 61       | 15       |
| Összesen         | Összesen | Összesen | 57        | 14        | 4     | 1    | 0          | 0          | 61       | 15       |

### A válogatottban
| Válogatott | Év       | Pályára lépés | Gól |
| ---------- | -------- | ------------- | --- |
| Paraguay   | 2021     | 4             | 0   |
| Összesen   | Összesen | 4             | 0   |

## Sikerei, díjai
Egyéni
- Az ecuadori első osztály gólkirálya: 2019 (19 góllal)